# Czerniewice (gromada w powiecie rawskim)
Czerniewice – dawna gromada, czyli najmniejsza jednostka podziału terytorialnego Polskiej Rzeczypospolitej Ludowej w latach 1954–1972.
Gromady, z gromadzkimi radami narodowymi (GRN) jako organami władzy najniższego stopnia na wsi, funkcjonowały od reformy reorganizującej administrację wiejską przeprowadzonej jesienią 1954 do momentu ich zniesienia z dniem 1 stycznia 1973, tym samym wypierając organizację gminną w latach 1954–1972.
Gromadę Czerniewice siedzibą GRN w Czerniewicach utworzono – jako jedną z 8759 gromad na obszarze Polski – w powiecie rawskim w woj. łódzkim, na mocy uchwały nr 37/54 WRN w Łodzi z dnia 4 października 1954. W skład jednostki weszły obszary dotychczasowych gromad Czerniewice, Józefów, Lechów, Studzianki, Studzianki Nowe i Zagóry oraz przysiółek Annów z dotychczasowej gromady Annów i przysiółek Strzemeszna z dotychczasowej gromady Strzemeszna ze zniesionej gminy Czerniewice w tymże powiecie. Dla gromady ustalono 13 członków gromadzkiej rady narodowej.
1 stycznia 1959 do gromady Czerniewice przyłączono obszar zniesionej gromady Teodozjów.
31 grudnia 1959 do gromady Czerniewice przyłączono obszar zniesionej gromady Wielka Wola.
Gromada przetrwała do końca 1972 roku, czyli do kolejnej reformy gminnej. 1 stycznia 1973 w powiecie rawskim reaktywowano gminę Czerniewice (od 1999 gmina leży w powiecie tomaszowskim).